# Żwirowiec skalny
Żwirowiec skalny (Glareola nuchalis) – gatunek małego ptaka z rodziny żwirowcowatych (Glareolidae). W dwóch podgatunkach zasiedla Afrykę Subsaharyjską. Nie jest zagrożony wyginięciem.

## Taksonomia
Po raz pierwszy gatunek opisał George Robert Gray w 1849. Przydzielił mu nazwę Glareola nuchalis; nazwa jest obecnie (2021) akceptowana przez Międzynarodowy Komitet Ornitologiczny (IOC). Holotyp pochodził z okolic V katarakty Nilu (nieopodal Barbaru w Sudanie). Niektórzy autorzy umieszczają gatunek w nieuznawanym przez IOC rodzaju Galachrysia wraz ze żwirowcem popielatym (G. cinerea) i małym (G. lactea). IOC wyróżnia dwa podgatunki, autorzy Handbook of the Birds of the World zgadzają się z tą klasyfikacją. Podgatunek torrens, mający występować w północno-wschodniej Namibii, jest tożsamy z nominatywnym.

## Podgatunki i zasięg występowania
IOC wyróżnia następujące podgatunki:
- G. n. liberiae Schlegel, 1881 – żwirowiec rdzawoszyi[3] – Sierra Leone po zachodni Kamerun,
- G. n. nuchalis G.R. Gray, 1849 – żwirowiec skalny[3] – jezioro Czad i wschodni Sudan po zachodnią Etiopię, centralny Kamerun na wschód po Ugandę i skrajnie zachodnią Kenię; dalej na południe po południowo-centralną Tanzanię, Angolę i rzekę Zambezi w jej zambijskiej części, północno-wschodnią Namibię, Zimbabwe i Mozambik[4].

Ptaki częściowo wędrowne. Możliwe, że ptaki są osiadłe w swoim zasięgu w Nigerii, Kamerunie, Demokratycznej Republice Konga i zachodniej Kenii, jednak większość po sezonie lęgowym rozprasza się po okolicznych rzekach. Na rzece Niger żwirowce skalne można obserwować od marca do sierpnia; na Zambezi przeważnie od lipca/sierpnia do stycznia/lutego (podczas sezonu lęgowego), potem ptaki migrują na północ. Ptaki podgatunku nuchalis były widziane w październiku w Togo, gdzie gniazduje G. n. liberiae.

## Morfologia
Długość ciała żwirowca skalnego wynosi 17,5–19,5 cm, masa ciała 43–52 g. Wymiary szczegółowe: długość skrzydła 143–160 mm, dzioba 10–12 mm, skoku 19–21 mm, ogona 55–60 mm. Wierzch ciała ciemny, szarobrązowy. Przez kark przebiega biała linia, która swoje końce ma przy oku ptaka. Kuper i nasada ogona białe. Spód ciała popielaty, na środku brzucha i pokrywach nadogonowych przechodzi w biały. Pokrywy podskrzydłowe ciemnoszare z białym paskiem po wewnętrznej części skrzydła. Dziób czarny z jaskrawoczerwoną nasadą, u osobników młodocianych bardziej matowy. Nogi koralowoczerwone. Tęczówka brązowa.
Podgatunek G. n. liberiae różni się od nominatywnego barwą półobroży – na karku jest kasztanowa (na odcinku kark–szyja biała); ponadto u liberiae plamkowanie u ptaków w szacie młodocianej jest bardziej brązowe niż u nuchalis; mają również krótsze i bardziej tępo zakończone skrzydła.

## Ekologia
Środowiskiem życia żwirowca skalnego są wyeksponowane skały wyłaniające się z większych rzek i strumieni, zwłaszcza w okresie lęgowym. Może wypoczywać na mieliznach. Widywano te ptaki na w połowie zanurzonych hipopotamach. Jeśli rzeka wylewa, żwirowce przemieszczają się w okolice innych wód śródlądowych lub na wybrzeża. Do tego odwiedzają wtedy podmokłe łąki, gdzie przesiadują na gałęziach drzew, wystających słupach czy ogrodzeniach. Przez większą część dnia żwirowce skalne wypoczywają, czasem w gęstych grupach. Mogą żerować i wypoczywać wraz ze żwirowcami popielatymi. Przedstawiciele G. nuchalis żerują o zmierzchu i o świcie. Żywią się między innymi muchami tse-tse (Glossina), mrówkami, chrząszczami. Żerują zarówno nad wodą, jak i z dala od niej, przeważnie 15–50 m nad ziemią. W niektórych miejscach występowania ptaki o zmierzchu opuszczają okolice rzek, by udać się na żer w okolice lamp ulicznych. Żwirowce skalne odzywają się słabym, gwiżdżącym kip lub killip.

### Lęgi
Toki obejmują lot z wzniesionymi skrzydłami, zaś na ziemi ptak stroszy pióra szyi, by wizualnie uwydatnić swoją półobrożę. Okres lęgowy zależny od miejsca występowania: w Sierra Leone trwa od kwietnia do lutego, w Nigerii od kwietnia do czerwca (przy niskim stanie wód), w DRK od lipca do października, od września do października w Zambii, od września do listopada w Zimbabwe. Ptaki przyśpieszają początek gniazdowania, kiedy ryzyko podniesienia się poziomu wód jest zwiększone.
Ptak gniazduje w koloniach, zwykle małych – liczących do 26 par. Nie buduje gniazda – jaja składa wprost na skale, w zagłębieniu lub szczelinie, także na półce lub pod pochyłą skałą. W zniesieniu 1–3 jaja, przeważnie 2. Jedno jajo, znalezione w maju 1980 w Gabonie, mierzyło 28 na 21 mm; jego skorupka miała płowe tło pokryte ciemnobrązowymi (prawie czarnymi) plamkami, przetykanymi innymi, o barwie soczystobrązowej. Inkubacja trwa 20 dni, wysiadują oba ptaki z pary. Młode z wierzchu mają szarobrązowy i czarny puch. Potrafią pływać. Są karmione przez oboje rodziców zwróconymi owadami. Opierzają się w pełni po 20–30 dniach. W Gabonie średnio 14% piskląt nie przeżywa. Przeważnie jaja i młode giną w wyniku drapieżnictwa, zalania lub nadmiernej ekspozycji na słońce.

## Status zagrożenia
Przez IUCN żwirowiec skalny klasyfikowany jest jako gatunek najmniejszej troski (LC, Least Concern) nieprzerwanie od 1988 (stan w 2025). W 2023 organizacja Wetlands International szacowała liczebność światowej populacji na 125–400 tysięcy osobników. Globalny trend liczebności nie jest znany. Wśród zagrożeń dla gatunku wymienia się budowę zapór wodnych, gdyż jest on podatny na wahania poziomu wody w rzekach, na których działają tamy, oraz utratę dogodnych siedlisk poprzez tworzenie sztucznych jezior. BirdLife International wymienia 3 ostoje ptaków IBA, o których wyznaczeniu zadecydowało występowanie żwirowców skalnych; jest to m.in. Park Narodowy Wodospadu Murchisona. W Sudanie, gdzie pozyskano holotyp, gatunek obecnie nie występuje, jedynie zalatuje.